# Сальвадор на летних Олимпийских играх 1996
Сальвадор принимал участие в Летних Олимпийских играх 1996 года в Атланте (США) в шестой раз за свою историю, но не завоевал ни одной медали. Сборная состояла из 6 мужчин и 2 женщин.